# 스테이트 네트볼 앤드 하키 센터
스테이트 네트볼 앤드 하키 센터(State Netball and Hockey Centre)는 오스트레일리아 빅토리아주 파크빌에 위치한 실내 경기장이다. NBL 멜버른 유나이티드의 홈 경기장으로 사용되고 있다.